# Casarile
Casarile é uma comuna italiana da região da Lombardia, província de Milão, com cerca de 3.572 habitantes. Estende-se por uma área de 7 km², tendo uma densidade populacional de 510 hab/km². Faz fronteira com Lacchiarella, Vernate, Binasco, Rognano (PV), Giussago (PV).

## Demografia
| Variação demográfica do município entre 1861 e 2011                               |
|                                                                                   |
| Fonte: Istituto Nazionale di Statistica (ISTAT) - Elaboração gráfica da Wikipedia |